# Arpad Wigand
Arpad Jakob Valentin Wigand (* 13. Januar 1906 in Mannheim; † 26. Juli 1983 ebenda) war ein deutscher SS-Führer und wurde ab August 1941 als SS- und Polizeiführer (SSPF) Warschau eingesetzt.

## Werdegang
Wigand war der Sohn eines Eisenbahnassistenten. Seit dem Tod des Vaters lebte die Familie ab 1911 im Rheinland. Nach dem Mittelschulabschluss folgte 1922 eine Lehre bei der Reichsbahn. Nach Ausbildungsende wurde er jedoch aufgrund von Sparmaßnahmen nicht von der Reichsbahn übernommen. Ab 1925 bestritt er seinen Lebensunterhalt als kaufmännischer Angestellter bei der Drahtverband GmbH in Düsseldorf. Infolge der Weltwirtschaftskrise verlor er 1931 seine Beschäftigung.
Wigand wurde nach dem Parteiverbot 1926 Mitglied der NSDAP (Mitgliedsnummer 30.682) und 1930 der SS (SS-Nr. 2.999). Ab 1931 war er Angehöriger mehrerer SS-Standarten und leitete von September 1935 bis Anfang Juli 1936 die 70. SS-Standarte und anschließend bis Herbst 1937 die 16. SS-Standarte „Unterelbe“. Vom 1. September 1937 bis Juli 1941 war er Inspekteur der Sicherheitspolizei und des SD in Breslau.
Nach dem Überfall auf Polen zu Beginn des Zweiten Weltkrieges war es Wigand, der im Zuge der Suche nach einem geeigneten Standort für ein neu zu errichtendes Konzentrationslager ein bereits bestehendes Lagerareal im oberschlesischen Oświęcim (deutsch Auschwitz) vorschlug. Ab Anfang August 1941 war er SS- und Polizeiführer Warschau, offiziell bis Ende April 1943. Wigand vertrat Mitte Oktober 1941 auf einer Sitzung in Warschau die Ansicht, dass die Juden im Warschauer Ghetto angesichts ihres mangelhaften Ernährungszustandes zu keinem Widerstand fähig seien. Wigand wurde durch Heinrich Himmler am 17. April 1942 mit dem Bau des Vernichtungslagers Treblinka betraut. Wigand übertrug diese Aufgabe dem Bauleiter Richard Thomalla.
Von Juli 1942 bis zum April 1943 wurde Wigand in dieser Position von Ferdinand von Sammern-Frankenegg vertreten, da Wigand Mitte 1942 zur Waffen-SS wechselte. Ab September 1942 wurde er in der 7. SS-Freiwilligen-Gebirgs-Division „Prinz Eugen“ zunächst Zugführer, ab Frühling 1943 Adjutant und schließlich Befehlshaber des III. Bataillons des SS-Freiwilligen-Gebirgs-Regiments 13 „Artur Phleps“ bis Februar 1945.
Nach Kriegsende geriet er in britische Kriegsgefangenschaft und wurde 1947 nach Polen ausgeliefert. Dort wurde er 1950 zunächst zu einer zehnjährigen und später dann fünfzehnjährigen Haftstrafe verurteilt. Das Urteil stützte sich auf die hohe Stellung von Wigand im deutschen Besatzungsregime sowie seiner SS-Mitgliedschaft, ihn belastende Unterlagen lagen dem Gericht nur in geringem Maße vor.
Bereits 1956 wurde Wigand im Zuge einer Amnestie nach West-Deutschland abgeschoben und kehrte zu seiner in Mannheim wohnenden Ehefrau und den drei gemeinsamen Kindern zurück. Es gelang ihm, unterstützt von der HIAG, eine Anstellung im mittleren Dienst der Stadt Mannheim im Personalamt zu erhalten. Dort war er bis zu seiner Pensionierung 1971 tätig.
Ein gegen ihn 1961 eingeleitetes Ermittlungsverfahren wurde noch im selben Jahr eingestellt, ein Vorgang der sich später im Zusammenhang mit der Errichtung des Vernichtungslagers Treblinka wiederholte. In anderen NS-Prozessen wurde er als Zeuge vernommen, so im Zuge des ersten Frankfurter Auschwitzprozesses. Vor dem Landgericht Hamburg wurde Wigand Ende 1981 wegen Beihilfe zum Mord zu zwölfeinhalb Jahren Freiheitsstrafe verurteilt, der Verfahrensgegenstand beinhaltete im Wesentlichen NS-Verbrechen in Warschau. Sein Verteidiger war der rechtsextreme Hamburger Rechtsanwalt Jürgen Rieger. Rieger hielt zum Prozessende ein neunstündiges Plädoyer, in dem er unter anderem die Einrichtung des Warschauer Ghettos als seuchenpolitische Maßnahme bezeichnete. Diese und weitere Äußerungen Riegers während des Wigand-Prozesses führten 1983 zu einer Verurteilung Riegers wegen Beleidigung der Opfer nationalsozialistischer Gewaltherrschaft und Verunglimpfung des Andenkens Verstorbener. Rieger wurde zu einer Geldstrafe verurteilt, das Urteil wurde jedoch nach der Revision 1987 aufgehoben. Wigand starb Ende Juli 1983.

## Auszeichnungen
| Wigands SS-Ränge | Wigands SS-Ränge                         |
| Datum            | Rang                                     |
| ---------------- | ---------------------------------------- |
| Juni 1933        | SS-Sturmbannführer                       |
| Mai 1934         | SS-Obersturmbannführer                   |
| September 1935   | SS-Standartenführer                      |
| April 1938       | SS-Oberführer                            |
| Februar 1943     | Obersturmführer der Reserve (Waffen-SS)  |
| Januar 1944      | Hauptsturmführer der Reserve (Waffen-SS) |

- Eisernes Kreuz I. Klasse (1939)
- Kriegsverdienstkreuz II. Klasse
- Goldenes Ehrenzeichen der NSDAP

Als SS-Führer
- Totenkopfring
- Ehrendegen